# Vigo di Fassa

Vigo di Fassa. Historisches Luftbild von Werner Friedli (1957)

Vigo di Fassa (ladinisch Vich (de Fascia), deutsch veraltet Vig im Fassatal) ist eine Fraktion der Gemeinde (comune) San Giovanni di Fassa im Trentino in der autonomen Region Trentino-Südtirol. Der Ort ist seit 2017 Mitglied der Vereinigung I borghi più belli d’Italia (Die schönsten Orte Italiens). 

## Geografie
Vigo di Fassa liegt etwa 57 Kilometer nordnordöstlich von Trient im mittleren Fassatal am Kreuzungspunkt der vom Karerpass herabkommenden SS 241 mit der SS 48.

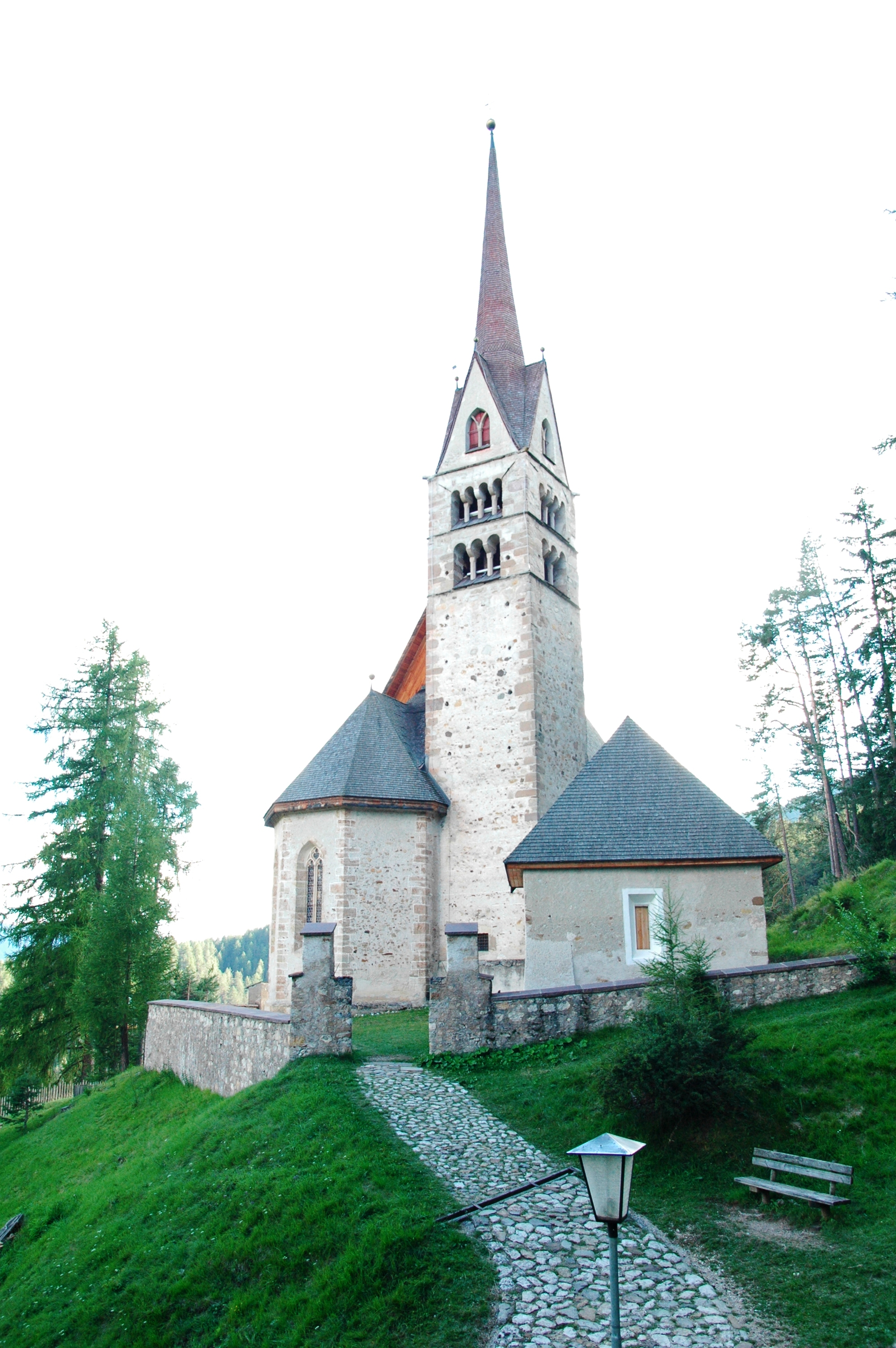
Kirche San Giuliana in Vigo di Fassa

## Geschichte
Bis 31. Dezember 2017 war Vigo di Fassa eine eigenständige Gemeinde. Mit Referendum vom 20. November 2016 hatten sich die Einwohner der Gemeinden Vigo und Pozza di Fassa für den Zusammenschluss der beiden Gemeinden ausgesprochen, während die Einwohner von Mazzin und Soraga eine Fusion auch ihrer Gemeinden ablehnten.
Die Gemeinde Vigo di Fassa hatte am 31. Dezember 2017 1257 Einwohner auf einer Fläche von 26,7 km². Das Gemeindegebiet grenzte unmittelbar an die Provinz Bozen. Nachbargemeinden waren Moena, Pozza di Fassa und Soraga im Trentino sowie Welschnofen in Südtirol.

## Demografie
| Bevölkerungsentwicklung | Bevölkerungsentwicklung | Bevölkerungsentwicklung | Bevölkerungsentwicklung | Bevölkerungsentwicklung | Bevölkerungsentwicklung | Bevölkerungsentwicklung | Bevölkerungsentwicklung | Bevölkerungsentwicklung |
| ----------------------- | ----------------------- | ----------------------- | ----------------------- | ----------------------- | ----------------------- | ----------------------- | ----------------------- | ----------------------- |
| Jahr                    | 1921                    | 1936                    | 1951                    | 1961                    | 1991                    | 2001                    | 2011                    | 2017                    |
| Einwohner               | 716                     | 690                     | 720                     | 758                     | 936                     | 1073                    | 1207                    | 1252                    |

Vigo di Fassa zählte ungefähr 411 Haushalte. Den Zahlen der zehnjährlichen Volkszählung des ISTAT zufolge, stieg die Einwohnerzahl im Zeitraum von 1991 bis 2001 um 14,6 % von 936 auf 1073 Einwohner und von 2001 bis 2011 um weitere 12,5 % auf 1207 Einwohner.

## Tourismus und Sport
Vigo di Fassa liegt in der Gebirgskette der Dolomiten und gilt als bevorzugter Startort für Berg-, Ski- und Klettertouren in der Rosengartengruppe.

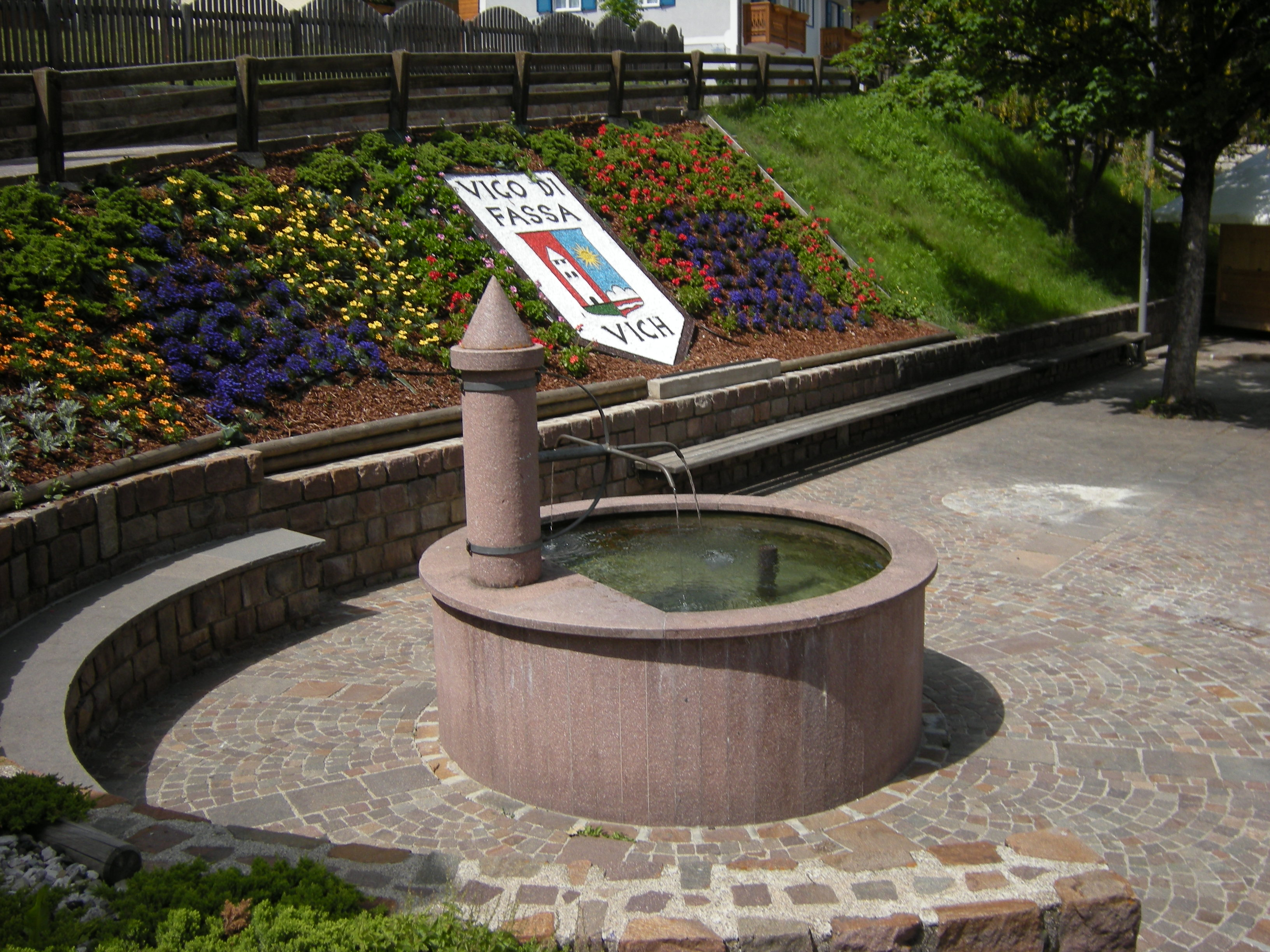
Ortsmitte

Die Seilbahn des Ciampedie, deren Talstation im Ortszentrum liegt, führt auf die gleichnamige Naturterrasse auf 1998 m Höhe, von der ein Rundblick vom Rosengarten bis zu den Pale di San Martino möglich ist.
Im Winter ist der Ciampedie Mittelpunkt des gleichnamigen Skigebiets. Eine rote Piste (Talabfahrt nach Vigo di Fassa) wurde nach dem in den 1970er Jahren erfolgreichen italienischen Skirennläufer Gustav Thöni benannt. Seinem späteren Skischüler Alberto Tomba, in den 1990er Jahren als italienischer Skirennläufer erfolgreich, ist eine schwarze Piste gewidmet.
Im Sommer bereiten sich im örtlichen Sportzentrum gelegentlich verschiedene italienische Fußballclubs auf die Saison vor, zum Beispiel der AC Turin, Sampdoria Genua, US Lecce und Lazio Rom.

## Kultur
In Vigo befindet sich der Sitz des ladinischen Kulturinstituts, hier werden Werke und Bauten der ladinischen Kultur geschützt, katalogisiert und in Zusammenarbeit mit dem Ladinischen Museum in Teilen der Öffentlichkeit zugänglich gemacht.

## Gemeindepartnerschaften
Seit 1997 bestand eine Gemeindepartnerschaft mit der deutschen Stadt Remseck am Neckar.

## Persönlichkeiten
- Rudolf Joseph von Thun und Hohenstein (1652–1702), österreichischer Adliger